# Martial Law
Martial Law är en amerikansk TV-serie som sändes mellan 1998 och 2000. Sammo Hung har huvudrollen i serien.

## Handling
I huvudsak är Martial Law berättelsen om Sammo Law, en ganska stor men ändå otroligt vig kinesisk polis som är känd för att ta ner ett dussin män med bara fötterna. Genom att använda både kinesisk polistaktik och sina otroligt snabba händer, moppar han ut Los Angeles brottslingar tillsammans med Los Angeles-polisen. Förutom att vara en berättelse om maffialedare och ligister, är Martial Law också berättelsen om Sammos kamp med amerikanska liv och den amerikanska kulturen.

## Rollista
- Sammo Hung - Sammo Law
- Arsenio Hall - Terrell Parker
- Kelly Hu - Grace "Pei Pei" Chen